# Tabi yakusha
Tabi yakusha (旅役者, lit. "ator viajante") (prt: Actores Ambulantes) é um filme de comédia japonês de 1940 escrito e dirigido por Mikio Naruse. É baseado em um conto do escritor Mushū Ui.

## Sinopse
Uma trupe de teatro kabuki oriunda de Tóquio, liderada pelo "famoso" ator Kikugoro, chega a uma vila rural para uma série de apresentações. Jin, o barbeiro local da vila, que foi convencido a copatrocinar o evento, percebe que a "estrela" é apenas um ator oportunista que usa esse famoso nome como golpe publicitário. Enquanto procurava, bêbado e furioso, por seu parceiro de negócios Wakasaya, Jin acidentalmente destrói a cabeça da fantasia de cavalo dos atores Hyoroku e Senpei. Quando Hyoroku se recusa a atuar com o traje mal reparado, Kikugoro decide usar um cavalo de verdade para a peça e faz de Hyoroku o condutor do cavalo. Hyoroku, bêbado e furioso com sua situação atual, veste a fantasia de cavalo com Senpei e afugenta o cavalo verdadeiro.

## Elenco
- Kamatari Fujiwara como Hyoroku
- Kan Yanagiya como Senpei
- Minoru Takase como Nakamura Kikugoro VI
- Zekō Nakamura como Jin, o barbeiro
- Kō Mihashi como Wakasaya
- Soji Kiyokawa como Shichiemon Ichikawa

## Legado
Ao ser entrevistado, o diretor Mikio Naruse escolheu Tabi yakusha, apesar das intervenções dos censores japoneses durante a produção, como um de seus filmes pessoais favoritos. A biógrafa de Naruse, Catherine Russell, viu Tabi yakusha, ao lado de Hideko no shashō-san e Tanoshiki kana jinsei, como parte de uma série de filmes com uma "reviravolta interessante nos princípios da política nacional, na medida em que apontam para um certo caráter sagrado da vida cotidiana[...] e personagens ganhando algum tipo de percepção sobre [seu] valor".
Tabi yakusha foi exibido no Harvard Film Archive em 2005 como parte de sua retrospectiva sobre as obras do diretor Mikio Naruse.